# Osnovna šola XIV. divizije Senovo
Osnovna šola XIV. divizije Senovo je osrednja izobraževalna ustanova v krajevni skupnosti Senovo. Obsega osnovno šolo, ki izvaja program devetletke in vrtec. To je ena izmed 448 osnovnih šol v Sloveniji. 